# François Tracanelli
François Tracanelli (* 4. února 1951, Udine) je bývalý francouzský sportovec, atlet, halový mistr Evropy ve skoku o tyči z roku 1970.
Svého největšího úspěchu dosáhl hned na začátku sportovní kariéry - v roce 1970 se stal halovým mistrem Evropy ve skoku o tyči. Dvakrát startoval na olympiádě - v roce 1972 v Mnichově skončil osmý, o čtyři roky později soutěž tyčkařů ukončil bez platného pokusu. Jeho osobní rekord 555 cm pochází z roku 1981.